# Anatemnus seychellesensis
Anatemnus seychellesensis es una especie de arácnido del orden Pseudoscorpionida de la familia Atemnidae.

## Distribución geográfica
Se encuentra en las islas Seychelles.